# 鳳凰県

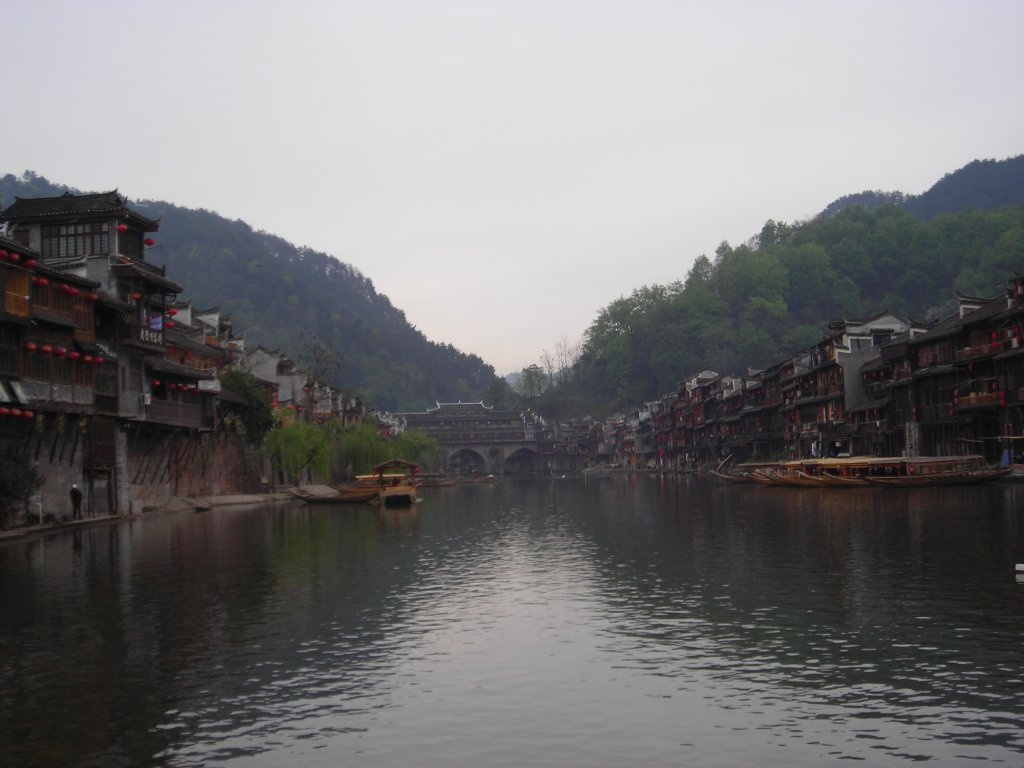
古い町並みを流れる沱江

鳳凰県（ほうおうけん）は、中国湖南省湘西トゥチャ族ミャオ族自治州に位置する県。中国の現代作家沈従文の故郷である。2001年、国家歴史文化名城となった。

## 地理

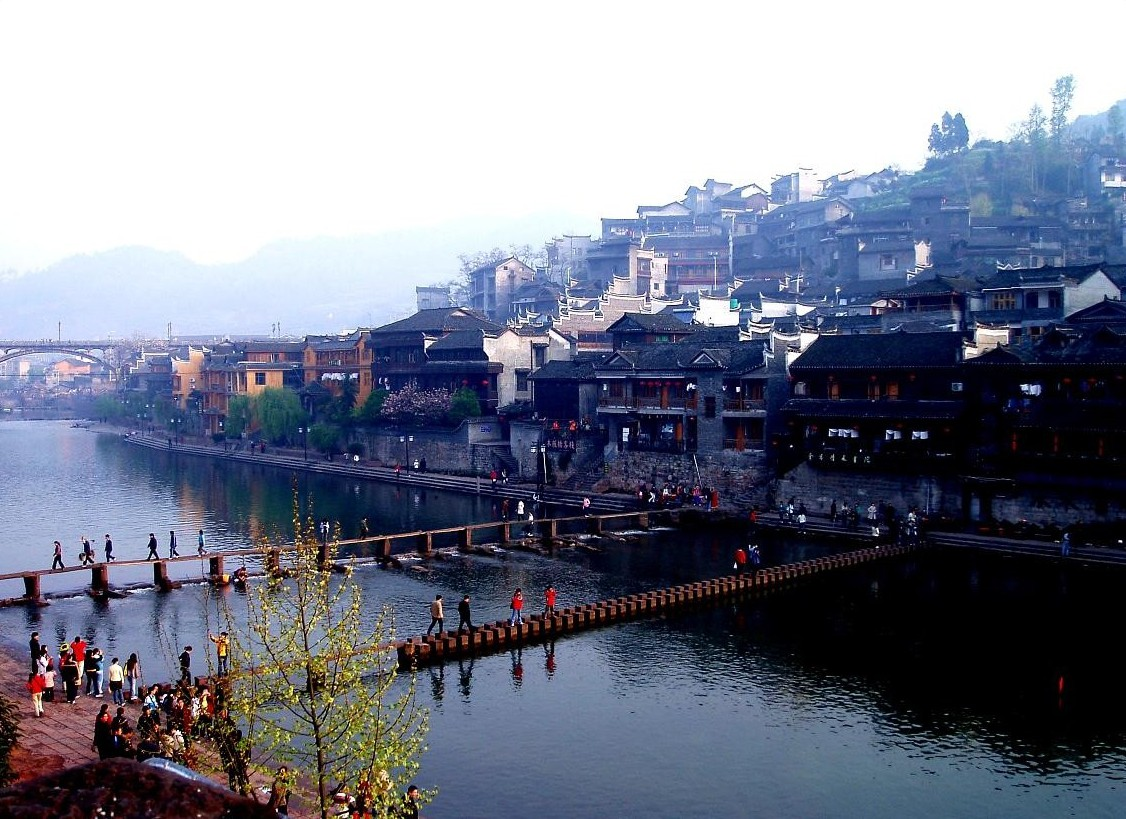
鳳凰県の古い街並み

鳳凰は湘西の丘陵地区、沱江の中下流域に位置し、全県にわたり山地が多い。

## 歴史
鳳凰県は古くからミャオ族とトゥチャ族の集住地域であった。明が五寨長官司を始設し、清が領域内の鳳凰山から名を得て鳳凰県庁を置いた。1913年鳳凰県となった。2001年中華人民共和国国務院が特別に許可し、国家歴史文化都市の1つとなった。県内に鳳凰古城、苗疆長城、ミャオ族村落、天龍峡、老洞、天龍洞、奇梁洞、利達洞などの観光地が多いため、2012年に中華人民共和国国家級風景名勝区に認定された。
2014年7月、ユネスコ世界遺産の登録を目指している鳳凰古城地区全域が洪水により水に浸かり、約5万人が一時避難した。
2020年中国南方水害では、6月29日午後から深夜にかけて鳳凰県内の雨量が112.5ミリに達し、市内の低地は洪水となった。鳳凰古都の沱江両岸の景観道路が水没した。

## 行政区画
- 鎮：廖家橋鎮、茶田鎮、吉信鎮、臘爾山鎮、禾庫鎮、沱江鎮、阿拉営鎮、木江坪鎮、山江鎮、落潮井鎮、新場鎮、筸子坪鎮、千工坪鎮
- 郷：水打田郷、林峰郷、麻沖郷、両林郷

## 経済
農業では主に稲穀、トウモロコシ等を生産し、特産はオオサンショウウオである。現在国家貧困扶助開発の重点県である。

## 交通
洛湛線（元焦柳線）が縦貫している。2007年8月13日、沱江大橋が竣工間近に倒壊した。

## 文化財

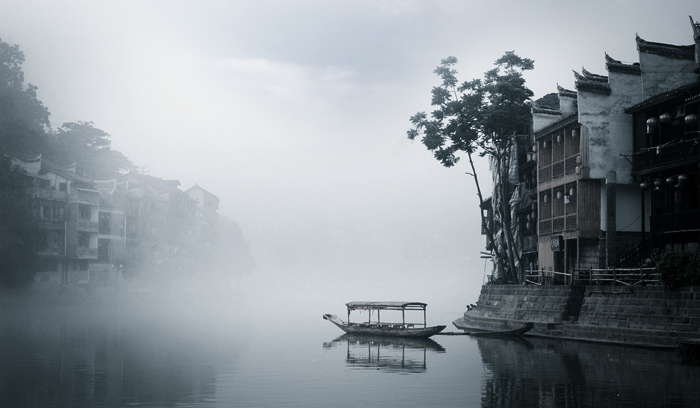
鳳凰の風景

中華人民共和国成立以前の百年余り、鳳凰はずっと湘西苗区の政治、経済、文化の中心であった。全県の半分以上の人口はトゥチャ族とミャオ族である。現在、県政府のある町は依然として20世紀初めの歴史的景観を維持してきた。県の境界内の古代ミャオ族の民家、高床式家屋などはすべてそれなりに良好な状態で保存されている。古い町の外にはまだ唐代の「黄絲橋城」、「南方苗疆長城」などの遺跡がある。

## 観光
- 鳳凰古城（中国語版）
- 苗疆長城（中国語版）
- 三潭書院
- 奇梁洞